# سيان لو
سيان لو (بالإنجليزية: Sian Law) هي مصارعة الهواة نيوزيلندية، ولدت في 5 مايو 1981.

## روابط خارجية
- سيان لو على موقع قاعدة بيانات المصارعة الدولية (الإنجليزية)
- سيان لو على موقع اتحاد ألعاب الكومنولث (مؤرشف) (الإنجليزية)